# 바로크 바이올린

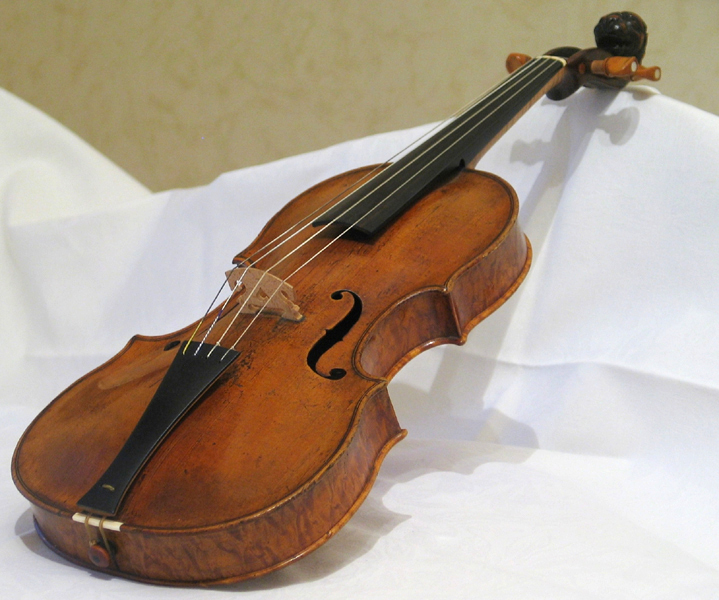
야콥 슈타이너가 제작한 바이올린

바로크 바이올린 (baroque violin)은 목, 지판, 줄받침, 줄걸이판이 바로크 시대 형상인 바이올린이다.
사람에 의해 여러 가지 정의가 있으나 일반적으로 '바로크 바이올린'이라고 하면 바로크 시대에 제작되어 현대 바이올린으로 개조되어 있지 않은 것, 또는 현대에서의 그러한 복제, 혹은 낡은 악기를 바로크 양식에 개조 혹은 재개조한 어느쪽을 가리킨다.
현대 바이올린은 현대에 제작된 바이올린, 혹은 현대의 형상이 되기 전의 시대의 바이올린을 현대의 형상으로 개조한 것을 가리킨다. 바로크 시대에 제작된 바로크 바이올린에도, 그 성능이 대극장, 대음량이라는 낭만주의 이후의 음악 문화에 비교적 대응 가능하기 위해, 현대 바이올린으로 개조된 것도 많다. 안토니오 스트라디바리의 악기 등도 이것에 포함된다. 고전파 시대의 형상의 바이올린은 고전 바이올린으로 불린다.

## 현대 바이올린과의 차이
현대 바이올린과 다른 점은 베이스 바(동체 부분의 내부에 세로에 붙어 있는 봉)가 작고, 말의 하부가 비교적 얇게 상부가 비교적 두꺼운 것이다. 또한 지판이 짧고, 목이 굵으며 조정기(튜너, tunner)가 없는 것 등이 있다. 그러나 가장 중요한 차이는 활이다. 현대 바이올린의 활의 모양이 'Σ'의 글자에 중간부가 패인 곡선을 그리는 반면, 바로크 바이올린의 활은 직선형이거나 중간부가 조금 부풀어 오른 곡선이다. 이것은 활의 털이 장력이 약하다는 것을 의미한다.
바로크 시대의 습관을 모방하기 위해 많은 바로크 바이올린 연주자는 양의 창자로 만든 현을 사용하고 있다. 이 때문에 약간 부드러워지면서 소박한 음색이 되어, 앙상블에서 다른 악기와 조화를 이루기 쉽다. 최근에는 턱받침과 어깨받침을 장착하는 연주자도 증가하고 있으나 대부분의 바로크 바이올린 연주자는 바로크 시대일 때는 아직 발명되어 있지 않았다는 이유로 턱받침이나 어깨받침을 붙이지 않고 연주한다. 현대 바이올린을 연주할 경우 턱받침이나 어깨받침으로 악기를 제대로 고정하지만 없을 경우엔 자유도가 높고 긴장이 없는 자연스러운 몸의 자세를 취할 수 있다. 바로크 바이올린은 현대 바이올린보다 전방에 위치하게 되어 현은 쇄골과 수직으로 연장된다. 이것은 연주자의 활을 가지는 손의 위치에도 큰 영향을 미쳐서 현대 바이올린으로는 곤란하거나 비교적 부자연스럽기도 한 아티큘레이션도 용이하게 된다.

## 같이 보기
- 바이올린